# Les Éparres
Les Éparres sont une commune française située dans le département de l'Isère, en région Auvergne-Rhône-Alpes.
Les habitants de la commune se dénomment les Éparraux.

## Géographie

### Description
Les Éparres sont une petite commune à vocation nettement rurale, positionnée sur un modeste plateau, dénommé les Terres froides et qui se situe dans la partie septentrionale du département de l'Isère.
Située autrefois dans la province royale du Dauphiné, le village est rattaché à l'unité urbaine de Bourgoin-Jallieu, troisième agglomération du département avec plus de 57 000 habitants en 2013 ainsi qu'à la communauté d'agglomération Porte de l'Isère.

### Communes limitrophes
Les communes limitrophes sont  Châteauvilain, Culin, Meyrié, Nivolas-Vermelle, Saint-Agnin-sur-Bion, Succieu, Sérézin-de-la-Tour et Tramolé.

### Géologie
La commune des Éparres appartient au Bas-Dauphiné, ce que les géologues qualifient volontiers de « poubelle des Alpes » car, géologiquement parlant, cette région se caractérise par des formations issues de la chaîne alpine et déposées là de diverses façons.
Durant l'ère tertiaire, des dépôts molassiques constitués de sables et galets roulés, plus ou moins consolidés, sont venus s'accumuler sur plusieurs centaines de mètres d'épaisseur et forment aujourd'hui l'ossature des collines bas-dauphinoises. Au Quaternaire, ce sont les glaciers alpins qui  à plusieurs reprises se sont avancés sur la région et y ont déposé divers matériaux (moraines) : galets, argiles qui forment des dépôts glaciaires et fluvio-glaciaires viennent alors recouvrir la molasse tertiaire. Des blocs (erratiques)  eux aussi ont été abandonnés par la glace et témoignent de la puissance de ces fleuves de glace qui ont façonné les paysages que nous pouvons contempler.

### Hydrographie
Le ruisseau de l'Agny, d'une longueur de 17,2 km, longe le territoire communal selon un axe sud-nord avant de rejoindre la Bourbre, un affluent du Rhône.

### Climat
Pour des articles plus généraux, voir Climat d'Auvergne-Rhône-Alpes et Climat de l'Isère.
En 2010, le climat de la commune est de type climat océanique altéré, selon une étude du Centre national de la recherche scientifique s'appuyant sur une série de données couvrant la période 1971-2000. En 2020, Météo-France publie une typologie des climats de la France métropolitaine dans laquelle la commune est exposée à un climat de montagne ou de marges de montagne et est dans la région climatique Alpes du nord, caractérisée par une pluviométrie annuelle de 1 200 à 1 500 mm, irrégulièrement répartie en été.
Pour la période 1971-2000, la température annuelle moyenne est de 10,7 °C, avec une amplitude thermique annuelle de 17,4 °C. Le cumul annuel moyen de précipitations est de 1 106 mm, avec 9,5 jours de précipitations en janvier et 6,8 jours en juillet. Pour la période 1991-2020, la température moyenne annuelle observée sur la station météorologique de Météo-France la plus proche, « Bourgoin », sur la commune de Bourgoin-Jallieu à 6 km à vol d'oiseau, est de 12,4 °C et le cumul annuel moyen de précipitations est de 844,0 mm,. Pour l'avenir, les paramètres climatiques de la commune estimés pour 2050 selon différents scénarios d'émission de gaz à effet de serre sont consultables sur un site dédié publié par Météo-France en novembre 2022.

## Urbanisme

### Typologie
Au 1er janvier 2024, Les Éparres sont catégorisées commune rurale à habitat dispersé, selon la nouvelle grille communale de densité à sept niveaux définie par l'Insee en 2022.
Elle appartient à l'unité urbaine de Bourgoin-Jallieu, une agglomération intra-départementale regroupant neuf  communes, dont elle est une commune de la banlieue,,. La commune est en outre hors attraction des villes,.

### Occupation des sols
L'occupation des sols de la commune, telle qu'elle ressort de la base de données européenne d’occupation biophysique des sols Corine Land Cover (CLC), est marquée par l'importance des territoires agricoles (68,5 % en 2018), en diminution par rapport à 1990 (72,5 %). La répartition détaillée en 2018 est la suivante : 
terres arables (40,8 %), zones agricoles hétérogènes (21,2 %), forêts (21 %), zones urbanisées (10,4 %), prairies (6,6 %). L'évolution de l’occupation des sols de la commune et de ses infrastructures peut être observée sur les différentes représentations cartographiques du territoire : la carte de Cassini (XVIIIe siècle), la carte d'état-major (1820-1866) et les cartes ou photos aériennes de l'IGN pour la période actuelle (1950 à aujourd'hui).

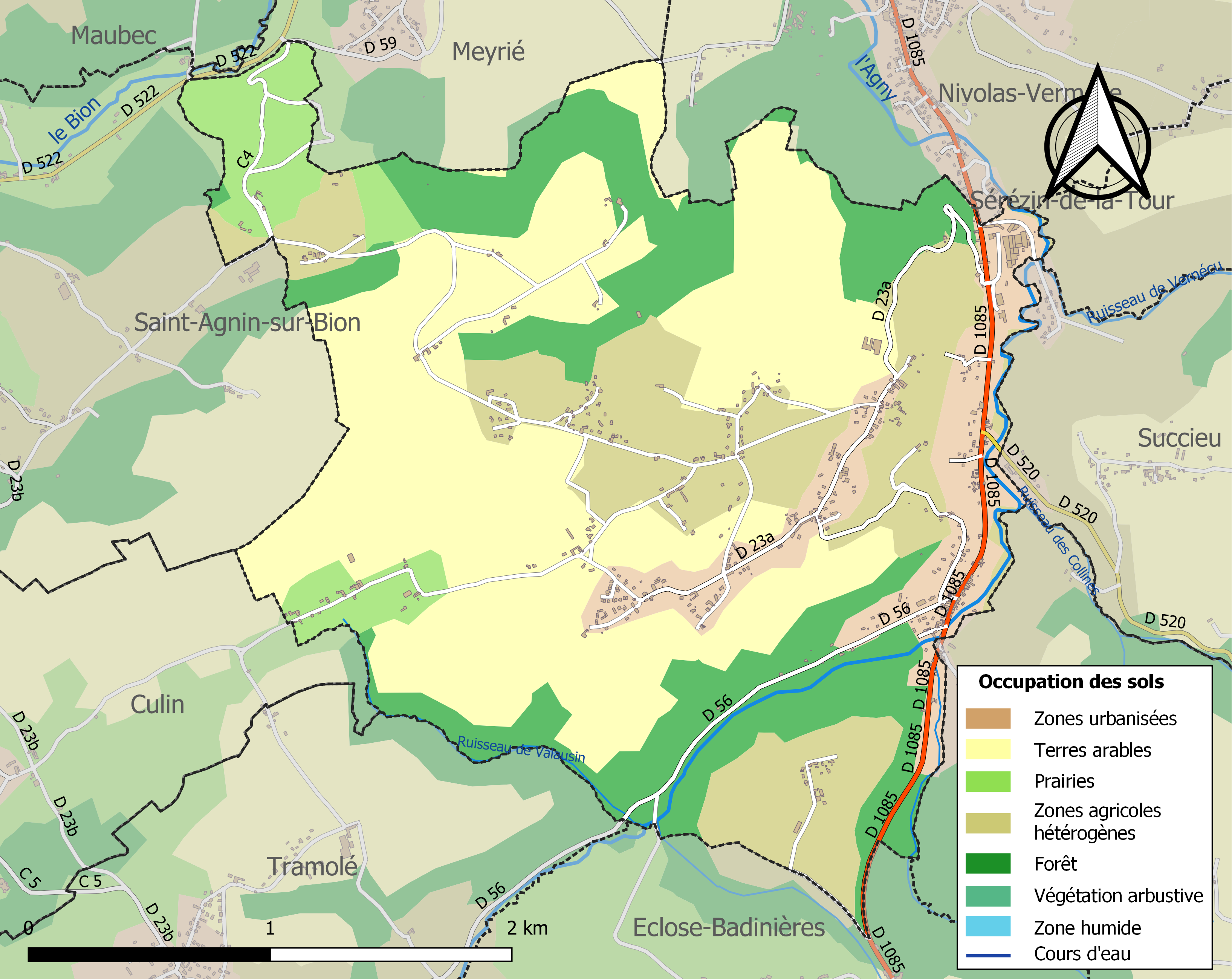
Carte des infrastructures et de l'occupation des sols de la commune en 2018 (CLC).

### Habitat et logement
En 2018, le nombre total de logements dans la commune était de 457, alors qu'il était de 408 en 2013 et de 398 en 2008.
Parmi ces logements, 91,5 % étaient des résidences principales, 0,4 % des résidences secondaires et 8 % des logements vacants. Ces logements étaient pour 82,9 % d'entre eux des maisons individuelles et pour 17,1 % des appartements.
Le tableau ci-dessous présente la typologie des logements aux Éparres en 2018 en comparaison avec celle de l'Isère et de la France entière. Une caractéristique marquante du parc de logements est ainsi une proportion de résidences secondaires et logements occasionnels (0,4 %) inférieure à celle du département (8,3 %) et à celle de la France entière (9,7 %). Concernant le statut d'occupation de ces logements, 73,5 % des habitants de la commune sont propriétaires de leur logement (67,5 % en 2013), contre 61,1 % pour l'Isère et 57,5 % pour la France entière.
| Typologie                                               | Les Éparres | Isère | France entière |
| ------------------------------------------------------- | ----------- | ----- | -------------- |
| Résidences principales (en %)                           | 91,5        | 84    | 82,1           |
| Résidences secondaires et logements occasionnels (en %) | 0,4         | 8,3   | 9,7            |
| Logements vacants (en %)                                | 8           | 7,7   | 8,2            |

### Risques naturels et technologiques
L'ensemble du territoire de la commune des Éparres est situé en zone de sismicité no 3 (sur une échelle de 1 à 5), comme la plupart des communes de son secteur géographique.
| Type de zone | Niveau            | Définitions (bâtiment à risque normal) |
| ------------ | ----------------- | -------------------------------------- |
| Zone 3       | Sismicité modérée | accélération = 1,1 m/s2                |

## Histoire

### Antiquité
Le secteur actuel de la commune des Éparres se situe à l'ouest du territoire antique des Allobroges, ensemble de tribus gauloises occupant l'ancienne Savoie, ainsi que la partie du Dauphiné, située au nord de la rivière Isère.

### Époque contemporaine

#### Évolution du territoire
La section de Vermelle est distraite de la commune par la « loi qui distrait les sections de Vermelle et de Nivolas, des communes des Eparres et de Serezin (Isère) pour en former une commune distincte qui prendra le nom de Nivolas-Vermelle », du 7 août 1882, promulguée au J.O. le 8 août 1882, qui stipule dans son article 1 : Les sections de Vermelle et de Nivolas sont distraites, la première de la commune des Eparres, (canton de Bourgoin, arrondissement de la Tour-du-Pin, département de l'Isère), la seconde de la commune de Sérézin (même canton) et formeront à l'avenir une commune distincte dont le chef-lieu sera fixé à Nivolas et qui prendra le nom de Nivolas-Vermelle.

Les Éparres au tout début du XXe siècle
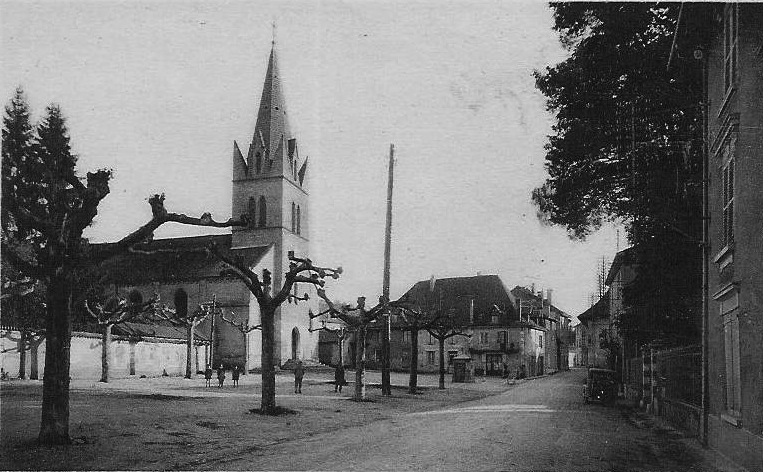

#### Le drame de la Combe des Éparres

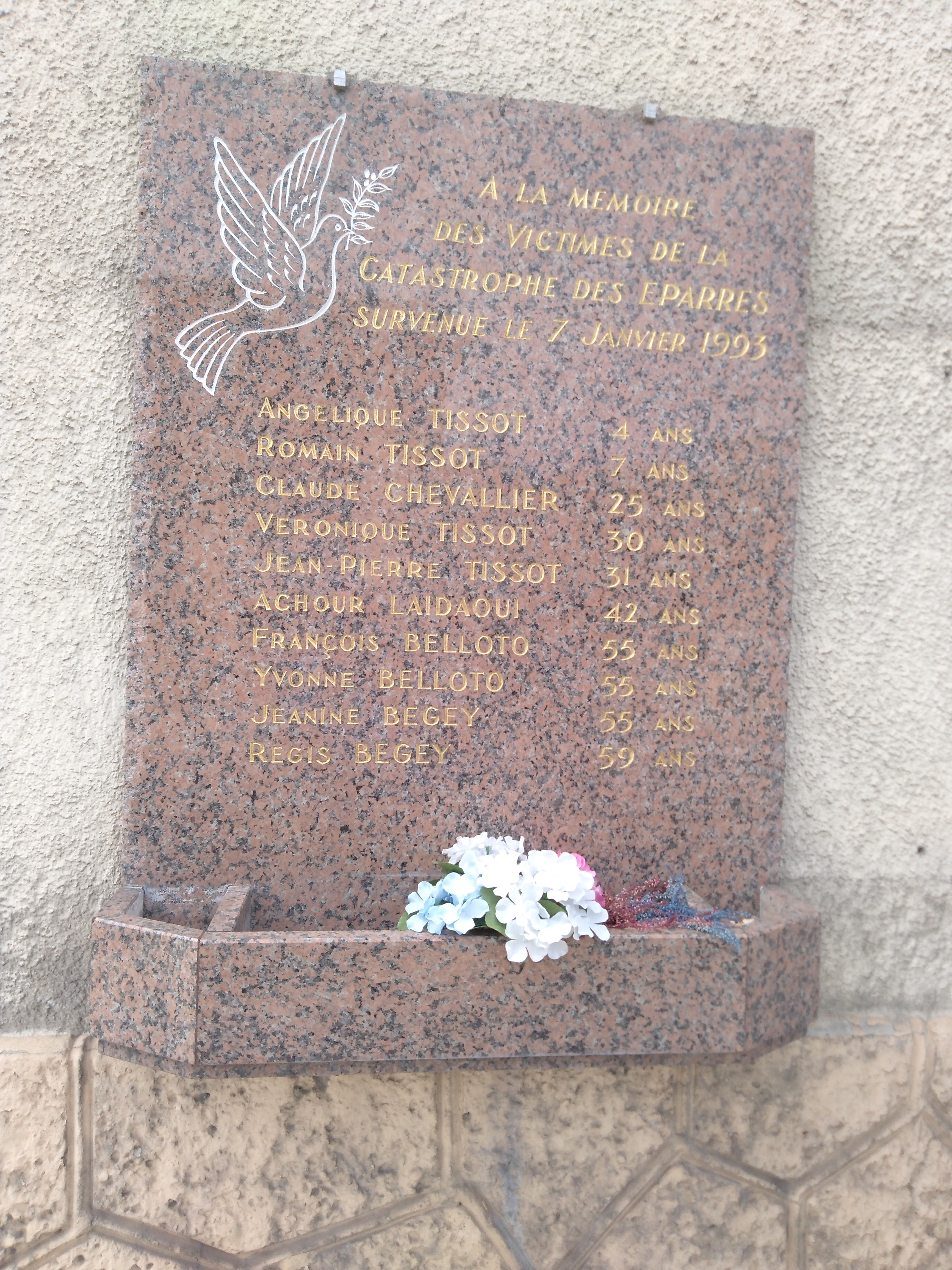
Stèle commémorative du drame.

Située dans La Combe, une descente routière très abrupte qui se termine sur le pont franchissant l'Agny, correspondant à la limite du territoire communal avec Chateauvilain, a connu un drame évoqué dans de nombreux médias locaux et nationaux. Le 7 janvier 1993, un chauffeur de camion fou perd le contrôle de son véhicule dans cette rampe de La Combe. Le véhicule prend immédiatement feu en heurtant d'autres véhicules à l'arrêt. Le bilan définitif constaté après l'intervention des pompiers est de dix morts et six blessés.

## Politique et administration

### Rattachements administratifs et électoraux

#### Rattachements administratifs
La commune se trouve dans l'arrondissement de La Tour-du-Pin du département de l'Isère.
Elle faisait partie de 1793 à 1985 du canton de Bourgoin-Jallieu, année où celui-ci est scindé et la commune rattachée au canton de Bourgoin-Jallieu-Sud. Dans le cadre du redécoupage cantonal de 2014 en France, cette circonscription administrative territoriale a disparu, et le canton n'est plus qu'une circonscription électorale.

#### Rattachements électoraux
Pour les élections départementales, la commune fait partie depuis 2014 d'un nouveau canton de Bourgoin-Jallieu.
Pour l'élection des députés, elle fait partie de la dixième circonscription de l'Isère.

### Intercommunalité
Les Éparres sont membre de la communauté d'agglomération Porte de l'Isère, un établissement public de coopération intercommunale (EPCI) à fiscalité propre créé en 2007 et auquel la commune a transféré un certain nombre de ses compétences, dans les conditions déterminées par le code général des collectivités territoriales.
Cette intercommunalité provient de la transformation de l'ancien syndicat d’agglomération de la ville nouvelle de L'Isle-d'Abeau (SAN).

### Liste des maires
| Période                                  | Période                   | Identité                                  | Étiquette | Qualité                      |
| ---------------------------------------- | ------------------------- | ----------------------------------------- | --------- | ---------------------------- |
| Les données manquantes sont à compléter. |                           |                                           |           |                              |
|                                          |                           |                                           |           |                              |
|                                          |                           | Joseph de Rivoire de la Bâtie (1785-1879) |           | Marquis                      |
|                                          |                           |                                           |           |                              |
| mars 2001                                | mars 2008                 | Alain Duchêne                             |           |                              |
| mars 2008                                | avril 2014                | Raymond Boussard                          |           |                              |
| avril 2014                               | avril 2022                | Bernard Marmonier                         | SE        | Fonctionnaire Démissionnaire |
| juillet 2022,                            | En cours (au 9 juin 2023) | Noël Suchet                               |           | Sans profession              |

## Équipements et services publics

### Enseignement
La commune est rattachée à l'académie de Grenoble.

## Population et société

### Démographie
L'évolution du nombre d'habitants est connue à travers les recensements de la population effectués dans la commune depuis 1793. Pour les communes de moins de 10 000 habitants, une enquête de recensement portant sur toute la population est réalisée tous les cinq ans, les populations de référence des années intermédiaires étant quant à elles estimées par interpolation ou extrapolation. Pour la commune, le premier recensement exhaustif entrant dans le cadre du nouveau dispositif a été réalisé en 2004.

En 2022, la commune comptait 976 habitants, en évolution de −1,61 % par rapport à 2016 (Isère : +3,07 %, France hors Mayotte : +2,11 %).
| 1793  | 1800  | 1806  | 1821  | 1831  | 1836  | 1841  | 1846  | 1851  |
| ----- | ----- | ----- | ----- | ----- | ----- | ----- | ----- | ----- |
| 1 057 | 1 142 | 1 621 | 1 480 | 1 675 | 1 654 | 1 500 | 1 587 | 1 568 |

| 1856  | 1861  | 1866  | 1872  | 1876  | 1881 | 1886 | 1891 | 1896 |
| ----- | ----- | ----- | ----- | ----- | ---- | ---- | ---- | ---- |
| 1 532 | 1 074 | 1 026 | 1 015 | 1 001 | 784  | 767  | 827  | 842  |

| 1901 | 1906 | 1911 | 1921 | 1926 | 1931 | 1936 | 1946 | 1954 |
| ---- | ---- | ---- | ---- | ---- | ---- | ---- | ---- | ---- |
| 905  | 857  | 821  | 718  | 727  | 684  | 570  | 572  | 596  |

| 1962 | 1968 | 1975 | 1982 | 1990 | 1999 | 2004 | 2006 | 2009 |
| ---- | ---- | ---- | ---- | ---- | ---- | ---- | ---- | ---- |
| 618  | 731  | 752  | 707  | 860  | 916  | 928  | 941  | 921  |

| 2014 | 2019 | 2022 | - | - | - | - | - | - |
| ---- | ---- | ---- | - | - | - | - | - | - |
| 965  | 972  | 976  | - | - | - | - | - | - |

### Médias
Historiquement, le quotidien à grand tirage Le Dauphiné libéré consacre, chaque jour, y compris le dimanche, dans son édition du Nord-Isère, un ou plusieurs articles à l'actualité de la communauté de communes, du canton, ainsi que des informations sur les éventuelles manifestations locales, les travaux routiers, et autres événements divers à caractère local.

### Cultes
La communauté catholique des Éparres dépend de la paroisse Saint-François d'Assise qui recouvre vingt communes et vingt-trois églises. La paroisse est organisée en sept relais, celle des Éparres porte le nom d'Agny‐Terres Froides.

## Culture et patrimoine

### Lieux et monuments
- Église Saint-Pierre-et-Saint-Didier des Éparres.

### Personnalités liées à la commune
- Les Éparres sont le berceau de la famille Couturier, village où l'ancêtre, Thomas-Joseph, était notaire royal au début du XVIIIe siècle. Né aux Éparres en 1758, le fils de ce dernier, Jean-Baptiste, est médecin à Vienne. Le fils de Jean-Baptiste, Thomas, avocat et maire de Vienne, devient député de l'Isère sous la monarchie de Juillet, et le fils de Thomas, Henri, médecin et philanthrope, conseiller général, est à son tour député, puis sénateur de l'Isère sous la Troisième République. L'une de ses quatre filles épouse Antonin Dubost, maire de La Tour-du-Pin, président du conseil général de l'Isère, sénateur et ministre de la Justice.[réf. nécessaire]
- Régis Neyret (1927-2019), homme de presse et militant du patrimoine lyonnais, y est né.

## Pour approfondir